# Никодимово евангелие
Никодимовото евангелие е новоапокрифно евангелие. Творбата възниква през III в., но сигурно свидетелство за съществуването ѝ откриваме при Епифаний (IV в.) най-старият препис на Никодимовото евангелие е от 425 г. Той включва само съда на Пилат и смъртта на Исус. Впоследствие възниква гръцки вариант - към евангелието е прибавена слизането на Исус в Ада. Съществуват два гръцки варианти, два латински варианта и коптски превод. Значително по-късно се появява и превод на славянски/български език.
Славянската версия е различна както от двата гръцки варианта, така и от латинските варианти. В своята първа половина творбата стои много близко до гръцкия вариант от V в. (без пролога). Тя се концентрира върху съдът на Пилат и последните часове на Исус. Във втората си половина обаче славянската версия е различна и вместо слизането на Исус в Ада е добавен разказ за съдбатан на Пилат. Кога е направен българският препис е трудно да се определи